# La Casa Encendida
La Casa Encendida es un centro cultural y social ubicado en la ciudad de Madrid, en la Ronda de Valencia, 2, perteneciente a la Fundación Montemadrid, que inició sus actividades en diciembre de 2002. En ella se realizan exposiciones de arte vanguardistas, cursos y talleres en el área de medio ambiente y la solidaridad. La programación cultural ofrece artes escénicas, cine, exposiciones y otras manifestaciones de la creación contemporánea. Nació como un lugar de apoyo a jóvenes artistas.
Cada año, en marzo o en abril, se organiza un evento musical en colaboración con la emisora nacional Radio 3. El programa se llama «La Radio Encendida» y se puede escuchar en directo a través de esta emisora. También se puede ver en la página web oficial de La Casa Encendida.

## El edificio
La Casa Encendida fue diseñada por el arquitecto Fernando Arbós y Tremanti. La primera piedra se colocó el 1 de mayo de 1911, y en sus primeros años el edificio albergó las oficinas de una entidad bancaria, por lo que se conoció popularmente, primero como «El Monte», y después como «Casa de Empeños».

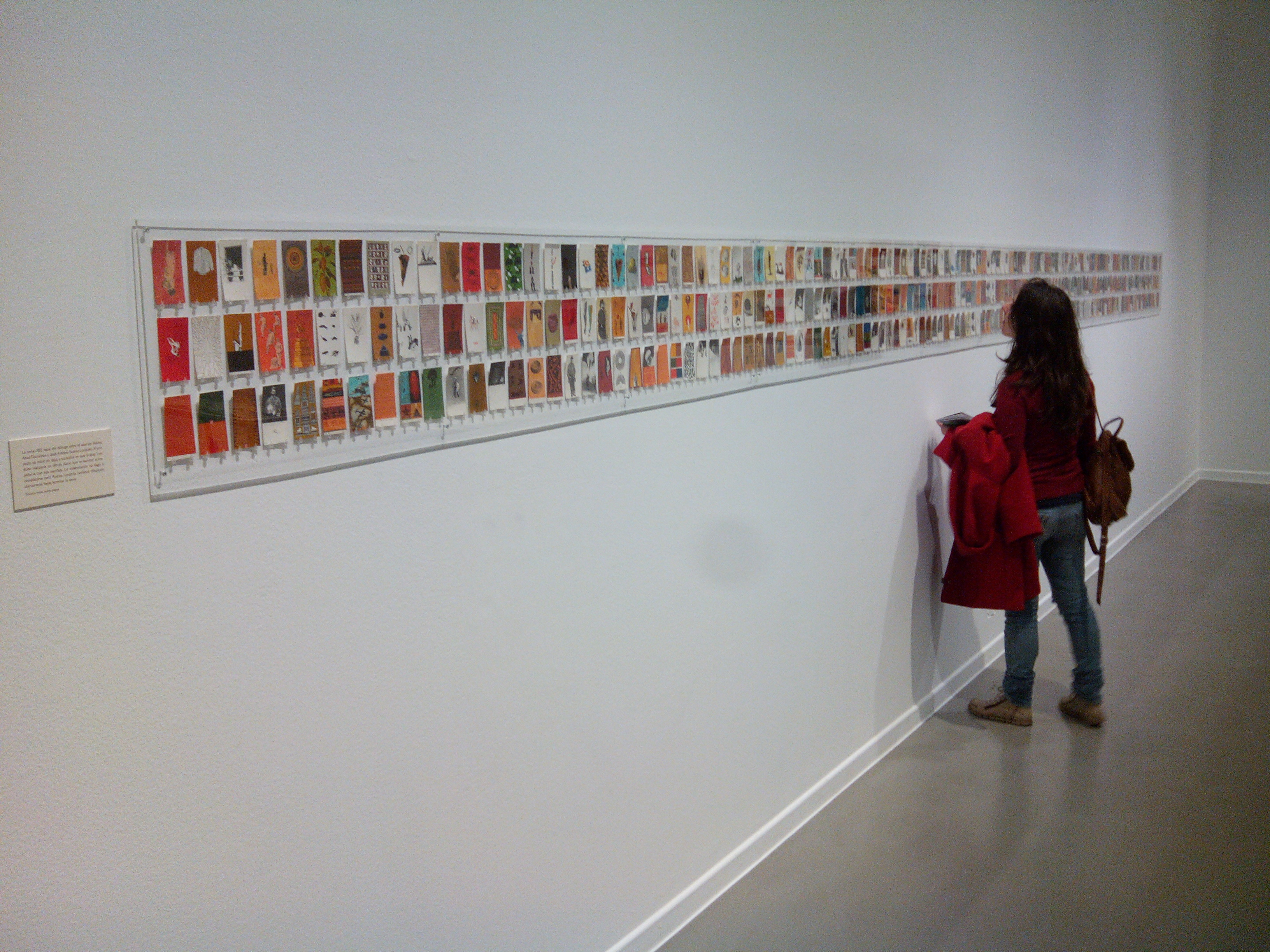
Sala de exposiciones A.

Es un edificio organizado en torno a un patio central. Sus fachadas están construidas con la combinación de dos materiales: el ladrillo visto y el granito, lo que fue un estilo novedoso comparado con otros edificios bancarios de esa época. La fachada principal del edificio es simétrica.
El nombre «La Casa Encendida» está tomado del libro homónimo del poeta granadino Luis Rosales. El propietario del centro cultural, CajaMadrid, tuvo que obtener en su momento el permiso de sus herederos para poder usarlo.[cita requerida]